# Marco Orsi
Marco Orsi (ur. 11 grudnia 1990 w Budrio) – włoski pływak, pięciokrotny mistrz Europy na krótkim basenie.
Specjalizuje się w pływaniu stylem dowolnym. Największym jego sukcesem jest srebrny medal w mistrzostwach Europy na basenie 25-metrowym w Eindhoven w 2010 roku na dystansie 50 m tym stylem oraz złoty w sztafecie 4 × 50 m.
Uczestnik igrzysk olimpijskich w Londynie (2012) (19. miejsce na 50 m stylem dowolnym oraz 7. miejsce w sztafecie 4 × 100 m stylem dowolnym).